# Rija Rafidison
Rija Rafidison est un ancien joueur français de volley-ball né le 29 avril 1981 Il mesure 1,73 m et joue libero. 

## Clubs
| Club                  | Pays   | De        | À         |
| --------------------- | ------ | --------- | --------- |
| Spacer's de Toulouse  | France | 2003-2004 | 2007-2008 |
| Montpellier UC        | France | 2008-2009 | 2010-2011 |
| Castres-Massaguel VB  | France | 2011-2012 | 2011-2012 |
| Narbonne Volley       | France | 2012-2013 | 2013-2014 |
| AS Orange Nassau      | France | 2014-2015 | 2014-2015 |
| Stade poitevin        | France | 2015-2016 | 2015-2016 |
| Martigues VB          | France | 2016-2017 | 2016-2017 |
| AS Saint-Jean-d'Illac | France | 2017-2018 | 2019-2020 |

## Palmarès
- Championnat de Pro B masculin (1)
  - Vainqueur : 2005
- Coupe de France
  - Finaliste : 2010